# 1653년
1653년은 수요일로 시작하는 평년이다.

## 연호
- 남명(南明) 영력(永曆) 7년
- 청(淸) 순치(順治) 10년
- 일본(日本) 조오(承応) 21년
- 후 레 왕조(後黎朝) 카인득(慶德) 5년 / 틴득(盛德) 원년
- 막 왕조(莫朝) 투언득(順德) 16년

## 기년
- 남명(南明) 소종 영력제(昭宗 永曆帝) 7년 / 감국 노왕(監國魯王) 8년
- 류큐(琉球) 쇼시쓰왕(尚質王) 6년
- 청(淸) 세조 순치제(世祖 順治帝) 10년
- 조선(朝鮮) 효종(孝宗) 4년
- 후 레 왕조(後黎朝) 신종(神宗) 복위 5년

## 사건
- 2월 2일 - 뉴암스테르담(뉴욕)이 식민지로 통합됨.
- 8월 16일 - 네덜란드의 선원 헨드릭 하멜 일행이 표류하다가 제주도에 도착하다.
- 1월 6일(음력) - 효종이 새로운 역법인 시헌력을 시행함[1]
- 타지 마할이 완성되었다.
- 양척동일법 - 토지 측량 시 자를 동일하게 함.

## 탄생
- 5월 8일 - 프랑스의 루이 14세시대 마지막 위대한 장군 클로드루이엑토르 드 빌라르 공작. (~1734년)
- 9월 9일 - 조선 후기의 무신 이태망. (~1728년)

### 미상
- 조선 중기의 문신 이현. (~1718년)